# Liste der Kulturdenkmale in Römnitz
In der Liste der Kulturdenkmale in Römnitz sind alle Kulturdenkmale der schleswig-holsteinischen Gemeinde Römnitz (Kreis Herzogtum Lauenburg) aufgelistet (Stand: 10. März 2025).

## Legende
In den Spalten befinden sich folgende Informationen:
- Objekt-ID: die Nummer des Kulturdenkmales
- Lage: die Adresse des Kulturdenkmales und die geographischen Koordinaten. Kartenansicht, um Koordinaten zu setzen. In der Kartenansicht sind Kulturdenkmale ohne Koordinaten mit einem roten Marker dargestellt und können in der Karte gesetzt werden. Kulturdenkmale ohne Bild sind mit einem blauen Marker gekennzeichnet, Kulturdenkmale mit Bild mit einem grünen Marker.
- Offizielle Bezeichnung: Bezeichnung des Kulturdenkmales
- Beschreibung: die Beschreibung des Kulturdenkmales
- Bild: ein Bild des Kulturdenkmales

## Sachgesamtheiten
| Objekt-ID | Lage                                                        | Offizielle Bezeichnung | Beschreibung | Bild |
| --------- | ----------------------------------------------------------- | ---------------------- | --- | ---- |
| 28443     | Dorfstraße 26, 28, Dorfstraße (53° 42′ 35″ N, 10° 46′ 1″ O) | Domäne Römnitz         | Domäne Römnitz, 1854 – 1910, bestehend aus Pächterhaus, 1854, Umbau 1900 und anschließendem Wirtschaftsgebäude, 1880, ehem. Pferdestall, 1880, Schmiede; 2. H. 20. Jh., ehem. Kuhstall, 1899 (i), Feldscheune, 1910, Straßenpflaster, 1959 - Begründung: geschichtlich, städtebaulich, Kulturlandschaft prägend - Schutzumfang: Wirtschaftsgebäude, ehem. Pferdestall, ehem. Kuhstall, Feldscheune (Dorfstraße 26), Pächterhaus (Dorfstraße 28), Schmiede, Straßenpflaster (Dorfstraße) | BW   |

## Bauliche Anlagen
| Objekt-ID | Lage                                        | Offizielle Bezeichnung | Beschreibung | Bild |
| --------- | ------------------------------------------- | ---------------------- | --- | ---- |
| 28374     | Dorfstraße 28 (53° 42′ 35″ N, 10° 46′ 7″ O) | Pächterhaus            | Pächterhaus; 1854, Umbau 1900; traufständiger Bachsteinbau mit pfannengedecktem Kurzwalmdach und Zwerchhaus, niedriger Zwischenbau, nördlich anschließender ehem. Wirtschaftsteil - Begründung: geschichtlich, städtebaulich, Kulturlandschaft prägend - Schutzumfang: gesamtes Objekt - Denkmaltyp: Bauliche Anlage, Sachgesamtheit: Domäne Römnitz | BW   |

## Quelle
- Liste der Kulturdenkmale in Schleswig-Holstein – Herzogtum Lauenburg (PDF)

- Karte mit allen Koordinaten:
- OSM |
- WikiMap